# الا ماسار
الا ماسار (انگلیسی: Ella Masar؛ زادهٔ ۳ آوریل ۱۹۸۶) بازیکن فوتبال اهل ایالات متحده آمریکا است.
از باشگاه‌هایی که در آن بازی کرده‌است می‌توان به باشگاه فوتبال زنان پاری سن ژرمن، مجیک‌جک، شیکاگو رد استارز، باشگاه فوتبال پاری سن-ژرمن، هیوستون دش، باشگاه فوتبال روزنگرد، و واشینگتن فریدام اشاره کرد.
وی همچنین در تیم‌های ملی فوتبال زیر ۲۳ سال زنان ایالات متحده آمریکا، زیر ۲۳ سال زنان ایالات متحده آمریکا، و زنان ایالات متحده آمریکا بازی کرده‌است.